# Херувимский ладан
Херуви́мский ла́дан — недогоревшие кусочки (огарины) ладана, которые остаются в кадиле после каждения во время исполнения Херувимской песни. В старину им приписывали целебные свойства. В России XVIII—XIX веков «херувимский ладан» считался лечебным средством. В среде духовенства считалось, что священнику не стоит давать такой ладан прихожанам, так как использование его в лечебных и магических целях является «полуязыческим суеверием». Особенно эта традиция была укоренена в Киево-Печерской лавре для лечения кликуш.

«Пишешь, что и святую воду пьешь, и херувимский ладан куришь, а мира не обретаешь. Святую воду следует пить реже, а херувимский ладан не кури. Не поможет тебе никакой ладан, так как все дело в высокоумии, от котораго усиливаются все твои душевныя брани, и ты лишаешься мира».
— Собрание писем преподобного Оптинского старца иеросхимонаха Амвросия к монашествующим
В русской народной магии такой ладан использовался в кладоискательстве. При поиске клада кладоискатель должен был иметь при себе крест, херувимский ладан, страстную свечу.
Сама идея «херувимского ладана», как и связанные с ним поверья, высмеивались русскими авторами в XIX веке. Так, например, Николай Лесков в «Мелочах архиерейской жизни» писал: «Иноческое фанатизирование довело этого человека до того, что он совсем очудачел. Он не только „целоденно молился“, но даже спал в какой-то освященной „срачице“, опоясанный пояском с мощей св. Митрофана, в рукавичках св. Варвары и в шапочке Иоанна Многострадального, а проснувшись, занимался химией: дробил „херувимский ладан“ из пещеры гроба и гомеопатически рассиропливал св. елей и воду для раздачи несчастным»..